# Ministerio de Medio Ambiente y Recursos Naturales (República Dominicana)
El Ministerio de Medio Ambiente y Recursos Naturales (MMARN) es la institución gubernamental encargada de proteger, preservar y conservar los recursos naturales de República Dominicana. Es también el responsable de penalizar los actos en contra de la naturaleza, como la desforestación, y de proteger las especies nativas y endémicas del país.
Es uno de los Ministerios más recientes, surgiendo en 2000. Su sede se encuentra en Santo Domingo, en la Av. Cayetano Germosén, esq. Gregorio Luperón. Actualmente, su ministro es Miguel Ceara Hatton, desde el 8 de julio de 2022.

## Historia
En lo referente a protección del medio ambiente, en 1844 se dicta el decreto n.º 2295 sobre la conservación de bosques y selvas pertenecientes al territorio nacional. La siguiente legislación medioambiental no llegará hasta 1928, cuando se firma la Ley n.º 944 sobre la protección de montes y aguas y sobre la creación de reservas forestales. Ese mismo año se comienza a delimitar el entorno del Yaque del Norte como área protegida. En 1931, se promulga la Ley n.º 85 sobre biodiversidad, vida silvestre y caza. En 1965 se crea el Instituto Nacional de Recursos Hidráulicos (INDRHI). En 1967 se establece el entorno del mar territorial de la República Dominicana.
A partir de los años 1990, comienza a surgir a nivel mundial una mayor conciencia sobre el impacto humano en el ambiente y la necesidad de proteger la biodiversidad y los paisajes naturales. Se firman diferentes acuerdos y convenios internacionales sobre la protección de la capa de ozono, el medio ambiente y la biodiversidad.
Con este fin, en el año 2000 se crea la Secretaría de Estado de Medio Ambiente y Recursos Naturales mediante la Ley n.º 64-00. Este documento ponía además bajo la jurisdicción de esta nueva institución varias oficinas: el INDRHI, el Jardín Botánico, el Parque Zoológico, el Acuario Nacional y el Museo Nacional de Historia Natural.
En 2010, pasaría ser Ministerio de Medio Ambiente y Recursos Naturales con el decreto n.º 56-10 que modificaba la nomenclatura de las instituciones gubernamentales.

## Estructura
Su estructura interna la componen los siguientes viceministerios:
- Viceministerio de Gestión Ambiental
- Viceministerio de Áreas Protegidas y Biodiversidad
- Viceministerio de Suelos y Aguas
- Viceministerio de Cooperación Internacional
- Viceministerio de Recursos Costeros y Marinos
- Viceministerio de Recursos Forestales

## Dependencias

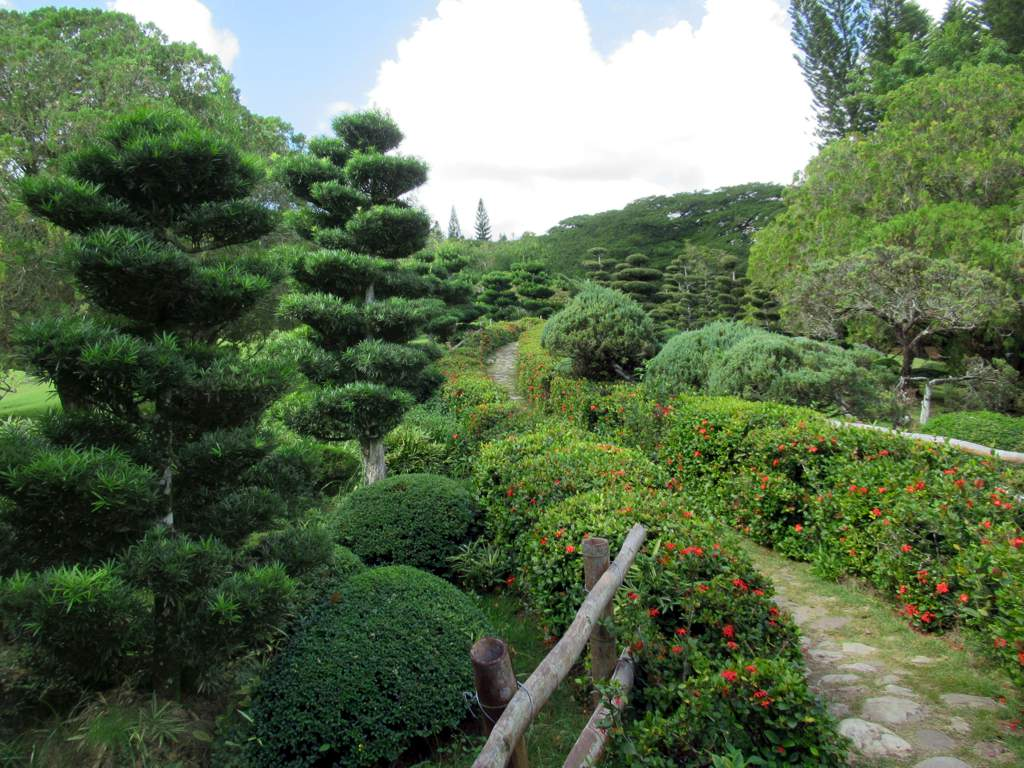
Vista del Jardín Japonés en el Jardín Botánico Nacional

Junto con los viceministerios y demás oficinas, Medio Ambiente cuenta con instituciones adscritas. Estas son:
- Parque Zoológico Nacional Arq. Manuel Valverde Podestá
- Museo Nacional de Historia Natural Prof. Eugenio de Jesús Marcano
- Jardín Botánico Nacional Dr. Rafael María Moscoso
- Instituto Nacional de Recursos Hidráulicos (INDRHI)
- Acuario Nacional
- Fondo Nacional para el Medio Ambiente y Recursos Naturales (FONDOMARENA)